# Subsistenslandbrug
Subsistenslandbrug er selvforsynende landbrug, hvor landmændene kun dyrker mad nok til at kunne brødføde deres egne familier og eventuelt lokalområdet med fødevarer og materialer til byggeri og redskaber. Subsistenslandbruget adskiller sig således fra kommercielt landbrug, som vi kender det blandt andet i Danmark, hvor hele eller størstedelen af produktionen sælges.
Det er alene egne behov, og ikke markedspriserne, der afgør, hvilke afgrøder der skal dyrkes, og hvilke dyr der skal opdrættes.
Subsistenslandbrug er almindeligt i store dele af Afrika samt i mange lande i Asien og Latinamerika. Blandt andet baserer lande som Mozambique og Uganda sig i høj grad på subsistenslandbrug.